# 세이부 사야마선
세이부 사야마 선(일본어: 西武狭山線, せいぶさやません)은 사이타마현 도코로자와시의 니시토코로자와 역에서 세이부 구장앞 역까지 연결된 세이부 철도의 노선이다.

## 역사
- 1929년 5월 1일 : 무사시노 철도 야마구치 선 개통.(니시토코로자와 역 - 무라야마 공원역(지금의 세이부 구장앞 역). 4.8km에 직류 1200V).
- 1944년 2월 28일 : 운행 중단.
- 1951년 10월 7일 : 노선명을 사야마 선으로 변경. 기관차로 운행함.
- 1952년 3월 21일 : 직류 1500V로 전철화 운행 재개.

## 운행 형태
평상시에는 니시토코로자와 역에서 세이부 구장앞 역까지 101계로 4량 편성하여 운행을 하지만, 프로야구 시즌 중에 세이부 구장에서 경기가 있거나, 여러 이벤트가 있을 경우에는 이케부쿠로 선의 이케부쿠로역이나, 도쿄 지하철 유라쿠초 선의 신키바역이나 도쿄 급행 전철 도요코 선의 요코하마역, 또는 신주쿠 선의 세이부 신주쿠 역이나 혼카와고에 역에서 직결 운행을 한다. 지하철 구간에서 직결운행을 할 때는 세이부 철도 소속 차량뿐만 아니라 도쿄 메트로 및 도큐 소속 차량도 투입된다.

## 차량
- 101계 - 기본적으로 투입되는 차량.

- 야구 경기가 있거나 이벤트가 있을 경우 다음의 열차도 투입된다.
  - 10000계
  - 4000계 - 단체관광열차일 경우에만 투입.
  - 신101계·301계
  - 신2000계
  - 3000계
  - 6000계·6050계
  - 9000계
  - 20000계
  - 30000계
  - 도쿄 메트로 7000계
  - 도쿄 메트로 10000계

## 역 목록

### 정차역 목록
| 역 번호 | 역명           | 일어 역명  | 준 급 | 특 급 | 접속 노선                        | 역간 거리 | 누적 거리 | 소재지                  |
| ------- | -------------- | ---------- | ----- | ----- | -------------------------------- | --------- | --------- | ----------------------- |
| SI 18   | 니시토코로자와 | 西所沢     | ●     | │     | 이케부쿠로 선 (SI 18, 직결 운행) |           | 0.0       | 사이타마현 도코로자와시 |
| SI 40   | 시모야마구치   | 下山口     | ●     | │     |                                  | 1.8       | 1.8       | 사이타마현 도코로자와시 |
| SI 41   | 세이부 구장앞  | 西武球場前 | ●     | ●     | 야마구치 선 (SY 03)              | 2.4       | 4.2       | 사이타마현 도코로자와시 |

- 준급 : 준급행 정차역
- 특급 : 특급 '돔' 정차역

### 폐역 목록
- 가미야마구치역 : 시모야마구치 역과 세이부 구장앞 역 사이에 위치. 1954년 폐역.